# Gustave Vapereau
Louis-Gustave Vapereau (Orleans, 1819-Morsang-sur-Orge, 1906) fue un escritor y lexicógrafo francés.

## Biografía
Nacido el 4 de abril de 1819 en Orleans, comenzó sus estudios en un seminario de su ciudad natal. yAdmitido en la Escuela Normal en 1838, después de dejar dicho centro permaneció en París durante un año. En 1842 fue secretario particular de V. Cousin, al que ayuda en su trabajos sobre los Pensées de Pascal.  Abogado y literato, fue nombrado prefecto de Cantal el 14 de septiembre de 1870. Pasó, el 26 de marzo de 1871, a la prefectura de Tarn-et-Garonne. También fue inspector general de Instrucción Pública. Condecorado con la Legión de Honor el 7 de febrero de 1878, falleció en 1906 en Morsang-sur-Orge.
Autor de obras como un Dictionnaire universel des contemporains (1ª ed. 1858) y un Dictionnaire universel des littératures (1876), publicó la revista L'Année littéraire et dramatique (1859-1869) y unos Eléments d'histoire de la littérature française (1883-1885). Vapereau, que usó seudónimos como «Adrien Tell», «G-M.» y «Valtour», colaboró con publicaciones periódicas como la Revue de l'instruction publique, la Revue française y L'Illustration.